# Caprellina longicollis
Caprellina longicollis är en kräftdjursart som först beskrevs av Hercule Nicolet 1849.  Caprellina longicollis ingår i släktet Caprellina och familjen Caprellidae. Inga underarter finns listade i Catalogue of Life.